# Chiesa dei Santi Cosma e Damiano (Collesalvetti)
La chiesa dei Santi Cosma e Damiano è un edificio sacro che si trova nella frazione di Nugola, nel comune di Collesalvetti.

## Storia e descrizione
Costruita all'inizio del XVII secolo e ingrandita nei secoli successivi, sorge su una piccola altura alla quale si accede tramite una scalinata frontale alla facciata. Ha pianta a croce latina e struttura ad un'unica navata.
Nella zona absidale, delimitata da balaustre in marmo, si apre un ambiente, comunicante con l'esterno, dove in passato si riuniva la compagnia di San Giovanni Battista.
L'arredo (altari, confessionali, fonti battesimali) è quasi esclusivamente ottocentesco. Il restauro della cappella dedicata alla Madonna ha riportato alla luce due interessanti figure dipinte a fresco che rappresentano le virtù cardinali della Giustizia e della Fortezza.